# Uti possidetis
Uti possidetis (lateinisch „wie ihr besitzt“; vollständig: uti possidetis, ita possideatis – „wie ihr besitzt, so sollt ihr besitzen“) ist ein zweiseitiges Interdikt des römischen Rechts, das Änderungen des Besitzes an einer unbeweglichen Sache zwischen zwei Parteien verbietet. Es ist die Quelle des privatrechtlichen Besitzschutzes und fand auch im Völkerrecht Anwendung, zuletzt bei der Aufteilung Jugoslawiens auf seine Nachfolgestaaten durch die Badinter-Kommission in den frühen 1990ern.
Ursprünglich besagte das Uti-possidetis-Prinzip, dass Vertragsparteien nach einer kriegerischen Auseinandersetzung das Territorium und andere Besitzungen behalten dürfen, die sie während des Krieges gewonnen und zum Zeitpunkt des Friedensschlusses in Besitz hatten. Dieses Prinzip wird auch status quo post bellum (lat. für „Stand der Dinge nach dem Krieg“) genannt. Nach Beendigung eines Krieges und zum Zeitpunkt des Friedensschlusses kann ein völkerrechtlicher Vertrag den Grundsatz des uti possidetis oder den Grundsatz des status quo ante bellum (lat. für „Stand der Dinge vor dem Krieg“) oder eine Kombination aus beidem anwenden. Wenn ein Vertrag keine Bedingung hinsichtlich des Besitzes von Eigentum und gewaltsam erobertem Territorium enthält, gilt uti possidetis.
Weil die Grenzen des Staatsgebietes durch das Gebiet bestimmt werden, das ein Staat tatsächlich in Besitz hat, wird es auch als das ursprüngliche, an den tatsächlichen Verhältnissen orientierte Prinzip (uti-possidetis-de-facto) bezeichnet. Die Grenzen der Staaten Süd- und Mittelamerikas beruhen allerdings nicht auf dem Ergebnis kriegerischer Eroberungen, sondern auf den Grenzen ehemaliger kolonialer Verwaltungsbezirke. In der Fortentwicklung des Prinzips sollte dementsprechend weniger der effektive Besitz die maßgebliche Rolle spielen, sondern bestehende Rechtsverhältnisse, die auf Dokumenten, Karten und Rechtsakten beruhen. Zur Unterscheidung wurde der Begriff uti-possidetis-iuris-Prinzip („uti possidetis de iure“) geprägt.
In der Gegenwart hat die völkerrechtliche Regel in wenigen aktuellen, militärisch geführten Konflikten mit bestehende Ländergrenzen verändernden territorialen Ansprüchen von Konfliktparteien, Bedeutung.
Nach den völkerrechtlich wirksamen Regelungen in der Folge der Ergebnisse  der beiden Weltkriege, hatte der Grundsatz  im Rahmen der  Verwirklichung der Unabhängigkeit ehemals kolonialer Besitzungen, bei Dismembration, beim Zerfall von Staaten in jüngerer Zeit, – Zerfall Jugoslawiens und der Sowjetunion, sowie bei Sezessionen gemäß Artikel 1 des Völkerrechts „Recht auf Selbstbestimmung der Völker“ nach meist militärischen Auseinandersetzungen, – erhebliche Bedeutung. 
Für das Uti-possidetis-Prinzip ist es unerheblich, ob ein neuer Staat seine Unabhängigkeit auf legalem Weg erreicht hat oder ob es überhaupt eine Legitimation dafür gab. Es legt ausschließlich die Grenzen zwischen neuen Staaten fest, die wirksam ihre Unabhängigkeit erreicht haben. Für diese Bestimmung der Grenzen müssen keine Voraussetzungen für ein Selbstbestimmungsrecht erfüllt sein. Es widerspricht einem solchen Recht aber auch nicht. Es gibt ihm lediglich eine territoriale Basis; es existiert für Völker innerhalb dieser Grenzen.
Das Uti-possidetis-Prinzip ist nicht bedeutungsgleich mit dem Prinzip der territorialen Integrität. Es definiert das Territorium eines neuen Staates, dessen Integrität vom Prinzip territorialen Integrität sodann geschützt wird.